# Sœurs hospitalières du Sacré-Cœur de Jésus
Pour les articles homonymes, voir Hospitalière (homonymie).
Les Sœurs hospitalières du Sacré-Cœur de Jésus (en latin : Congregationis Sororum Ospitalarium a Sanctissimi Cordis Jesus) forment une congrégation religieuse féminine hospitalière de droit pontifical.

## Historique
La congrégation est fondée le 31 mai 1881 dans l'hôpital psychiatrique  de Ciempozuelos par le Père Benoît Menni (1841 - 1914), frère de l'Ordre des hospitaliers de Saint-Jean-de-Dieu, assisté par deux religieuses, Marie Josefa Recio et Marie Angustias Giménez.
L'institut est approuvé par Mgr Juan de la Cruz Ignacio Moreno y Maisanove, archevêque de Tolède le 27 septembre 1882 (Madrid dépend alors de l'archidiocèse de Tolède, le diocèse de Madrid est créé en 1868 et détaché de Tolède en 1885).
Il reçoit le décret de louange du pape Léon XIII le 25 juillet 1892 et l'approbation finale par le Saint-Siège le 28 novembre 1901, les constitutions sont définitivement approuvés le 16 mars 1908 par le pape Pie X.

## Fusion
En 2011, la congrégation des sœurs augustines hospitalières de l'Immaculée Conception de Cambrai fusionne avec elles. Cette congrégation était issue de la fusion réalisée en 1845 par le cardinal Giraud, archevêque de Cambrai de maisons autonomes d'augustines qui œuvraient dans les hôpitaux de Lille, Cambrai, Seclin et Comines. Les augustines hospitalières de Cambrai absorbent les augustines de Ath (Belgique) en 1962 et les augustines de l'hôpital Saint-Gatien de Tours en 1965.

## Activité et diffusion
Les sœurs se consacrent à aider les malades, les personnes handicapés, les personnes âgées, en particulier ceux qui ont des problèmes de santé mentale.
Elles sont présentes :
- Europe : France, Espagne, Grande-Bretagne, Italie, Portugal.
- Amérique : Argentine, Bolivie, Brésil, Chili, Colombie, Équateur, Mexique, Pérou, Uruguay.
- Afrique : Cameroun, République démocratique du Congo, Ghana, Liberia, Mozambique.
- Asie : Inde, Philippines, Vietnam.

La maison généralice est à Rome.
En 2017, la congrégation comptait 1035 sœurs dans 99 maisons.